# Audiograbber
Audiograbber — риппер, программа, предназначенная для копирования аудиотреков в цифровой формат. Копирование аудиоданных происходит в цифровом виде, то есть без участия звуковой карты. Аудиограббер может автоматически убирать паузы в начале и в конце трека, а также сжимать файл в формат MP3 при помощи внешних или внутренних MP3/WMA кодеров. Поддерживается возможность записи музыки с линейного входа звуковой карты. Имеется поддержка ID3v2. Программа имеет многоязычный интерфейс (английский, китайский (упрощённый и традиционный) немецкий, французский, испанский, итальянский, португальский и японский языки).